# Yuka Yamazaki
Yuka Yamazaki (山崎 由加 Yamazaki Yuka?), född 29 juni 1980, är en japansk tidigare fotbollsspelare.
Yuka Yamazaki spelade 7 landskamper för det japanska landslaget.